# Formatie (militair)

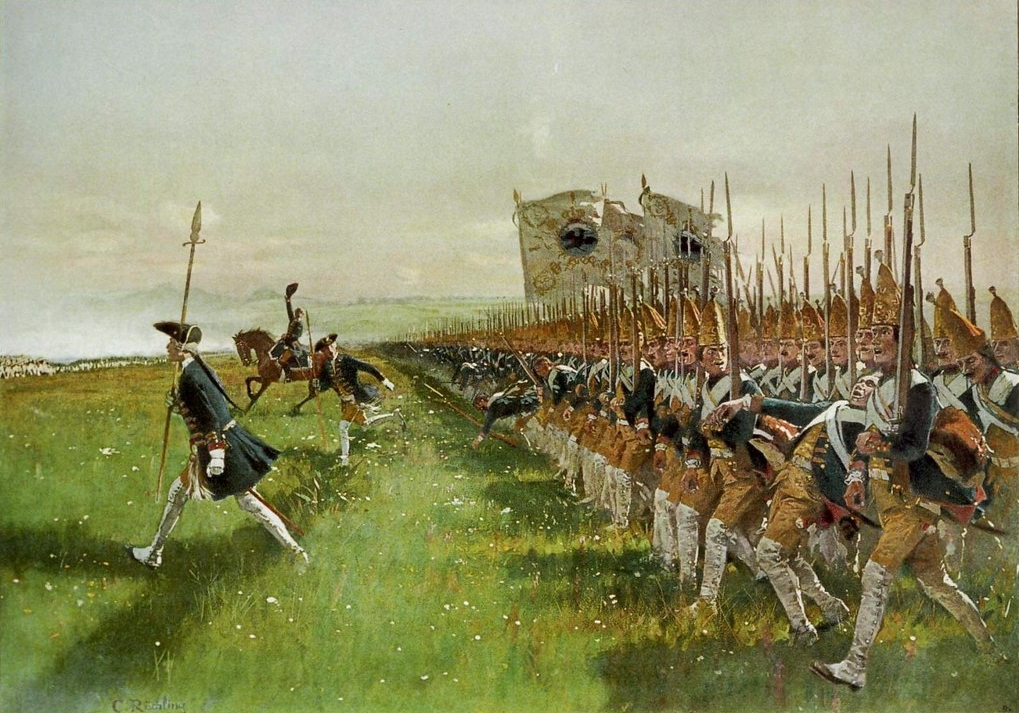
Een lijnformatie tijdens de Slag bij Hohenfriedeberg

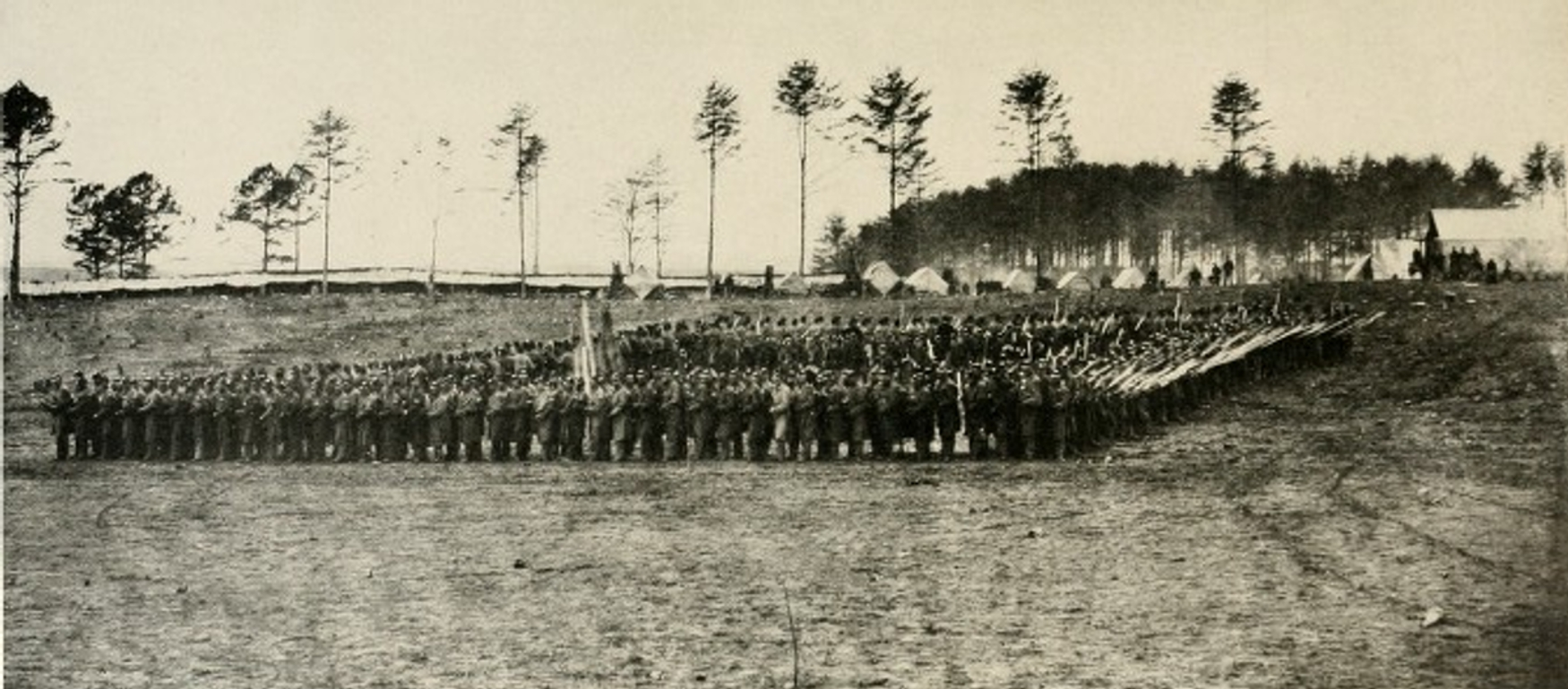
Een vierkantsformatie tijdens de Slag bij Gettysburg

Een militaire formatie is een opstelling van legeronderdelen onderweg naar een opdracht, bij de aanvang van gevechtshandelingen of tijdens een militaire parade.
De formatie kan bestaan uit een of meerdere legeronderdelen afhankelijk van het doel. Alle legeronderdelen, personen en voertuigen als Infanteriegevechtsvoertuigen of militaire luchtvaartuigen kunnen deel uitmaken van een formatie. Het gevechtsdoel is het verminderen van de kwetsbaarheid van de eenheden, voertuigen en personen die er deel van uitmaken. Tijdens een legerparade wordt getoond aan het publiek hoe er tijdens gevechtshandelingen geformeerd wordt.
Zowel bij de landmacht, luchtmacht als Marine wordt gebruikgemaakt van formaties. In enkele gevallen worden deze gecombineerd. Zo is er bij een gecombineerde aanval met landtroepen dekking vanuit de lucht mogelijk en zal een eskadron deel uitmaken van de gevechtsformatie. Bij een inval via zee met soldaten zal er dekking vanuit zee plaatsvinden door bevoorradings- en gevechtsschepen.